# Louis Meintjes
Louis Meintjes (Pretòria, 21 de febrer de 1992) és un ciclista sud-africà, professional des del 2013. Actualment corre a l'equip Intermarché-Wanty-Gobert Matériaux.
En el seu palmarès destaca el Campionat de Sud-àfrica en ruta del 2014 i la Setmana Internacional de Coppi i Bartali de 2015.

## Palmarès
- 2010
  -  Campió de Sud-àfrica en ruta júnior
  -  Campió de Sud-àfrica en contrarellotge júnior
- 2011
  - Vencedor d'una etapa al Tríptic de les Ardenes
- 2012
  -  Campió de Sud-àfrica sub-23 en contrarellotge
- 2013
  -  Campió de Sud-àfrica sub-23 en ruta
  -  Campió de Sud-àfrica sub-23 en contrarellotge
  - Vencedor d'una etapa al Tour de Ruanda
  -  Medalla de plata al Campionat del món en ruta sub-23
- 2014
  -  Campió de Sud-àfrica en ruta
  -  Campió de Sud-àfrica sub-23 en ruta
  -  Campió de Sud-àfrica sub-23 en contrarellotge
  - Vencedor d'una etapa al Mzansi Tour
- 2015
  - 1r al Campionats d'Àfrica de ciclisme en ruta
  - 1r a la Setmana Internacional de Coppi i Bartali i vencedor d'una etapa
- 2022
  - 1r al Giro dels Apenins
  - Vencedor d'una etapa a la Volta a Espanya
- 2024
  - Vencedor d'una etapa a la Volta al País Basc

### Resultats a la Volta a Espanya
- 2014. 55è de la classificació general
- 2015. 10è de la classificació general
- 2016. 40è de la classificació general
- 2017. 12è de la classificació general
- 2018. 58è de la classificació general
- 2019. 51è de la classificació general
- 2021. Abandona (19a etapa)
- 2022. 11è de la classificació general. Vencedor d'una etapa

### Resultats al Tour de França
- 2015. No surt (18a etapa)
- 2016. 8è de la classificació general
- 2017. 8è de la classificació general
- 2021. 14è de la classificació general
- 2022. 8è de la classificació general
- 2023. Abandona (14a etapa)
- 2024. 20è de la classificació general

### Resultats al Giro d'Itàlia
- 2018. No surt (17a etapa)
- 2020. 36è de la classificació general